# Euthalia sahadeva
Espèce
Euthalia sahadeva est un papillon de la famille des Nymphalidae, de la sous-famille des Limenitidinae et du genre Euthalia.

## Dénomination
Euthalia sahadeva a été décrit  par Frederic Moore en 1859 sous le nom initial d'Adolias sahadeva.

### Nom vernaculaire
Euthalia sahadeva se nomme Green Duke en anglais.

### Sous-espèces
- Euthalia sahadeva sahadeva; présent au Bhoutan et en Inde.
- Euthalia sahadeva nadaka Fruhstorfer, 1913; présent dans le nord-ouest de l'Inde en Assam
- Euthalia sahadeva narayana Grose-Smith & Kirby, 1891; présent en Birmanie, au Laos et dans le bord de la Thaïlande[2].
- Euthalia sahadeva pyrrha Leech, [1892]; présent dans l'ouest de la Chine
- Euthalia sahadeva yanagisawai Sugiyama, 1996; présent dans le sud-ouest de la Chine au Yunnan[1],[3].

## Description
Euthalia sahadeva est un papillon aux ailes antérieures à bord externe festonné et concave et ailes postérieures à bord externefestonné.
Sur le dessus les ailes antérieures sont grises à reflets verts avec une bande blanche du milieu du bord costal vers l'angle interne, les ailes postérieures grises à reflets vert et à bordure bleu clair.

## Écologie et distribution
Euthalia sahadeva est présent en Birmanie, au Bhoutan, en Inde et dans l'ouest de la Chine.

### Protection
Pas de statut de protection particulier.